# Strobilanthes versicolor
Strobilanthes versicolor är en akantusväxtart som beskrevs av Friedrich Ludwig Diels. Strobilanthes versicolor ingår i släktet Strobilanthes och familjen akantusväxter. Inga underarter finns listade i Catalogue of Life.